# حسین مستهیل
حسین مستهیل (عربی: حسين مستهيل ربيعة؛ زادهٔ ۲ مهٔ ۱۹۸۰) بازیکن فوتبال اهل عمان بود.
از باشگاه‌هایی که در آن بازی کرده‌است می‌توان به باشگاه ورزشی خیطان کویت، باشگاه ورزشی النصر کویت، و باشگاه ورزشی النصر اشاره کرد.
وی همچنین در تیم ملی فوتبال عمان بازی کرده‌است.